# Dimitrana Iwanowa
Dimitrana Iwanowa właśc.  Dimitrana Petrowa, bułg. Димитрана Иванова (ur. 2 stycznia 1881 w Ruse, zm. 29 maja 1960 w Sofii) – bułgarska dziennikarka, nauczycielka i działaczka feministyczna.

## Życiorys
Była jednym z trójki dzieci kupca Petyra i Stanki. W 1896 ukończyła szkołę dla dziewcząt w Ruse, a następnie podjęła studia filozoficzne na uniwersytecie w Zurychu. Z powodu problemów rodzinnych w 1900 przerwała studia i powróciła do Bułgarii. Pracowała jako nauczycielka w Popowie, Szumenie, Plewnie i w Wielkim Tyrnowie, by w 1906 powrócić do Ruse. W czasie wojen bałkańskich pracowała w szpitalu jako pielęgniarka. W 1914 poślubiła przedsiębiorcę Donczo Iwanowa, przyjmując jego nazwisko. W latach 1914–1916 uczyła w szkole w Ruse, a następnie przeniosła się wraz z rodziną do Sofii.
Od roku 1905 pisała artykuły do pism Uczitelska probuda i Żenski głas, omawiając kwestię wykonywania zawodu nauczycielskiego przez kobiety. Od roku 1908 działała w ruchu kobiecym, początkowo w organizacji Dobrodieteł w Ruse. W 1911 reprezentowała Ruse na kongresie Bułgarskiego Związku Kobiet. Na kongresie została wybrana do komitetu, który miał zająć się kwestią przyznania kobietom praw wyborczych. W latach 1929–1931 kierowała miesięcznikiem Żenata, pisząc o statusie prawnym kobiet w Bułgarii. W latach 20. XX w. reprezentowała bułgarski ruch kobiecy na forum międzynarodowym - brała udział w obradach Międzynarodowej Rady Kobiet i Międzynarodowego Stowarzyszenia Kobiet Sufrażystek (w latach 1935-1939 należała do władz Stowarzyszenia). Po przejęciu władzy przez komunistów została aresztowana (28 września 1944) i spędziła cztery miesiące w więzieniu. Oskarżano ją o działalność profaszystowską, którą miała prowadzić jako działaczka Bułgarskiego Związku Kobiet. Została pozbawiona prawa wykonywania zawodu i usunięta ze Związku Dziennikarzy Bułgarskich, do którego należała od 1922. Prawa członkowskie przywrócono jej dopiero w 1959, kilka miesięcy przed śmiercią.

## Życie prywatne
W 1914 poślubiła przedsiębiorcę Donczo Iwanowa (1877-1961), z którym miała troje dzieci.